# Farhad Moshiri

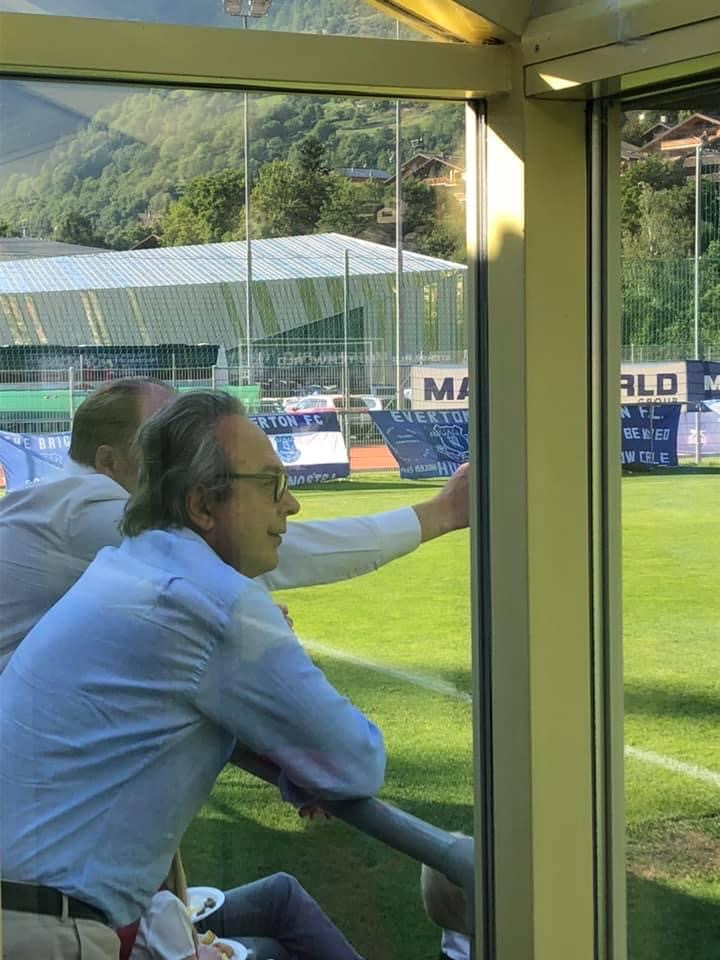
Farhad Moshiri bei einem Freundschaftsspiel des FC Everton in der Schweiz

Farhad Moshiri (persisch اردوان فرهاد مشیری – Ardavān Farhād Moširī, 18. Mai 1955 im Iran) ist ein iranisch-britischer Milliardär und Sportinvestor. Sein aktueller Wohnsitz befindet sich im Fürstentum Monaco. Farhad Moshiri unterhält enge geschäftliche Kontakte zum russischen Oligarchen Alischer Burchanowitsch Usmanow. Er ist Geschäftsführer und Mitbesitzer von Usmanows Holding-Gesellschaft USM, der unter anderem Anteile am Bergbau- und Metallurgieunternehmen Metalloinwest und am russischen Mobilfunkanbieter MegaFon gehören. Laut Forbes-Magazin hat Moshiri ein Vermögen von umgerechnet 2,4 Milliarden US-Dollar. Internationale Bekanntheit erlangte Moshiri im Februar 2016, als er als Investor beim Fußballverein FC Everton einstieg.

## Leben und Karriere
Farhad Moshiri wurde im Iran geboren. Sein Vater war ein Arzt bei der iranischen Armee. Kurz bevor 1979 die Islamische Revolution ausbrach, wanderte seine Familie nach Großbritannien aus. In London machte der junge Moshiri eine Ausbildung zum Buchhalter und studierte Wirtschaft und Statistik am University College London.
Moshiri arbeitete schon für mehrere renommierte Unternehmen wie Ernst & Young oder Deloitte. Von 1998 bis 2006 war er Geschäftsführer bei Metalloinwest, später wurde er Chef des Aufsichtsrats.

## Sportinvestments
Moshiri und sein Geschäftspartner Usmanow waren Mitbesitzer der Red & White Holdings, welche 14,65 % der Aktien am FC Arsenal hielt. Im Jahr 2016 verkaufte Moshiri seinen Anteil am FC Arsenal, um mit 49,9 % beim FC Everton einzusteigen. Moshiri hatte zuvor 18 Monate lang Kontakt zum damaligen Mehrheitseigner Bill Kenwright. Bei der Übernahme sagte Moshiri „In der Premier League gab es noch nie so eine Wettbewerbsgleichheit wie jetzt. Bill Kenwright hat mir beigebracht, was es bedeutet, ein Evertonian zu sein, und ich freue mich darauf, mit ihm zusammenzuarbeiten, um Everton in Zukunft zum Erfolg zu verhelfen.“
Seit der Übernahme durch Moshiri gab der FC Everton etwa 500 Millionen Pfund für neue Spieler aus. Im Jahr 2018 erhöhte Moshiri seinen Anteil auf 68,6 %, ein Jahr später auf 77,2 %. USM ist seit Januar 2017 Namensgeber des Everton-Trainingsgeländes USM Finch Farm In Halewood. MegaFon ist seit 2020 Trikotsponsor der Frauenmannschaft des FC Everton. Im Januar 2023 gab Moshiri bekannt, seine Anteile am FC Everton verkaufen zu wollen. Am 19. Dezember 2024 erwarb die amerikanische Friedkin Group um Milliardär Dan Friedkin Moshiris Anteile am Verein.

## Belege
1. ↑  ABOUT US – USM. Abgerufen am 5. März 2021.
2. ↑  Farhad Moshiri. Abgerufen am 26. Mai 2020 (englisch).
3. ↑  Everton: Iranian Farhad Moshiri buys 49.9% stake. In: BBC Sport. 27. Februar 2016 (bbc.com [abgerufen am 26. Mai 2020]).
4. ↑  Greg O’Keeffe, Phil Kirkbride: Everton takeover - Farhad Moshiri who is he? 27. Februar 2016, abgerufen am 26. Mai 2020.
5. ↑  Farhad Moshiri | Metalloinvest. 31. Januar 2010, archiviert vom Original (nicht mehr online verfügbar) am 31. Januar 2010; abgerufen am 26. Mai 2020.  Info: Der Archivlink wurde automatisch eingesetzt und noch nicht geprüft. Bitte prüfe Original- und Archivlink gemäß Anleitung und entferne dann diesen Hinweis.
6. ↑  Andy Hunter: Everton’s new majority shareholder Farhad Moshiri likely to increase stake. In: The Guardian. 28. Februar 2016, ISSN 0261-3077 (theguardian.com [abgerufen am 26. Mai 2020]).
7. ↑  bbc.com: Everton: Why are Toffees still miles away from Premier League top four? Ashley Williams analysis (9. November 2021), abgerufen am 14. November 2021
8. ↑  Everton's major shareholder Farhad Moshiri increases ownership to 68.6%. In: BBC Sport. 11. September 2018 (bbc.com [abgerufen am 11. Juni 2020]).
9. ↑  Farhad Moshiri increases Everton ownership to 77.2 per cent. Abgerufen am 11. Juni 2020 (englisch).
10. ↑  USM Holdings. Archiviert vom Original (nicht mehr online verfügbar) am 25. Januar 2021; abgerufen am 5. März 2021 (englisch).  Info: Der Archivlink wurde automatisch eingesetzt und noch nicht geprüft. Bitte prüfe Original- und Archivlink gemäß Anleitung und entferne dann diesen Hinweis.
11. ↑  Everton Women Sign Partnership With MegaFon. Abgerufen am 5. März 2021 (amerikanisches Englisch).
12. ↑  Bericht: Besitzer Farhad Moshiri bietet FC Everton zum Verkauf an | Transfermarkt. Abgerufen am 2. Dezember 2023.
13. ↑  Client Challenge. Abgerufen am 21. Februar 2025.

| Personendaten    | Personendaten                   |
| ---------------- | ------------------------------- |
| NAME             | Moshiri, Farhad                 |
| KURZBESCHREIBUNG | iranisch-britischer Unternehmer |
| GEBURTSDATUM     | 18. Mai 1955                    |
| GEBURTSORT       | Iran                            |